# Kofun

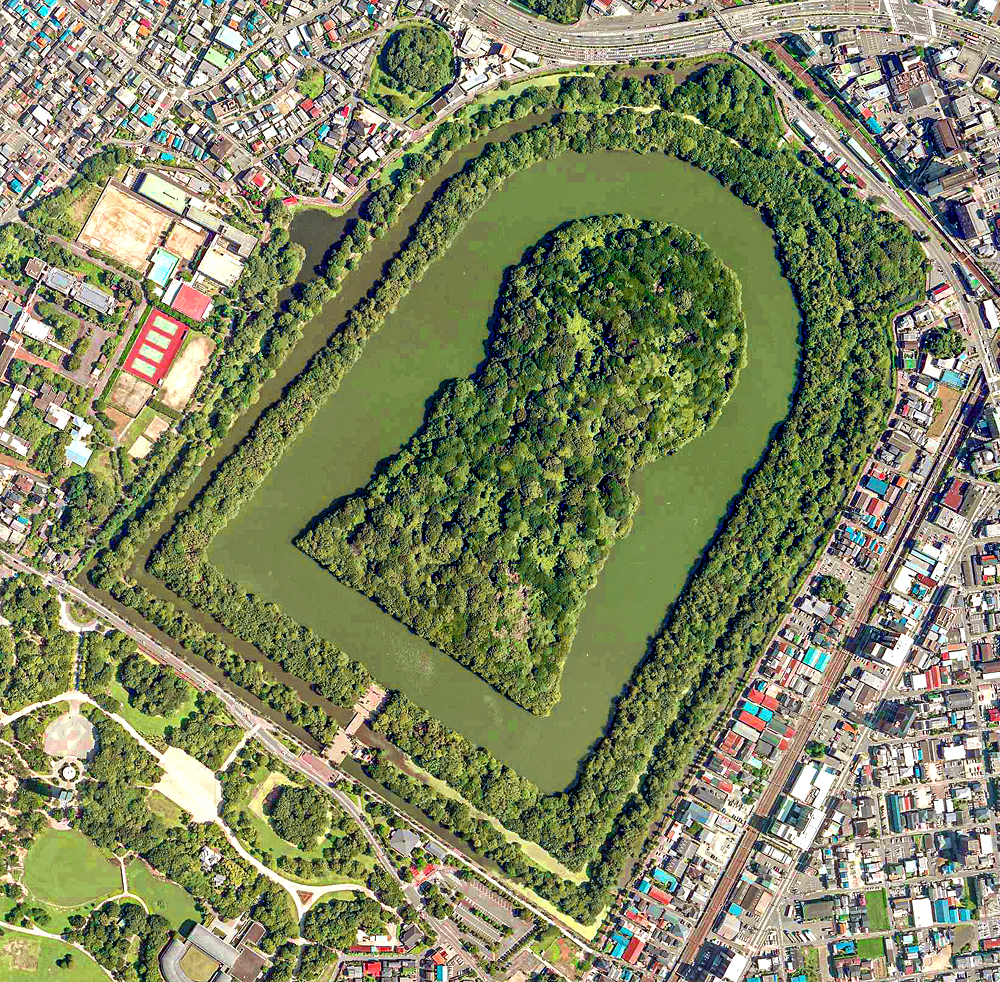
El Daisenryō-Kofun, tumba dedicada al Emperador Nintoku (16º emperador de Japón), es la tumba más grande de Japón; fue hecha en el siglo V y se encuentra en la ciudad de Sakai, prefectura de Osaka.

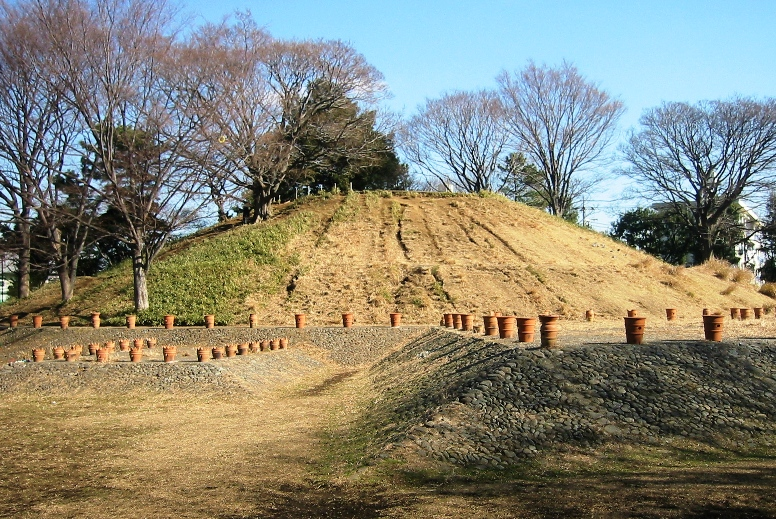
Noge-Ōtsuka, kofun localizado en Tokio y construido en el.

Los kofun (古墳?   literalmente, «tumba antigua» o «túmulo antiguo») se refieren generalmente a las tumbas o túmulos megalíticos en Japón; aunque en un modo más estricto se refiere a las grandes construcciones megalíticas, cuyo origen remoto puede estar en China, y que fueron realizadas como tumbas para las personas influyentes y de alta jerarquía en el Antiguo Japón, entre la segunda mitad del siglo III hasta la primera mitad del siglo VII, y cuyo nombre dio origen a la era Kofun, período localizado dentro de la era Yamato.

## Estructura
Los túmulos kofun han tenido diferentes formas a través de su historia: la original fue el kofun circular (円墳 enpun?), seguido del kofun rectangular (前方後方 zenpō kōhō?) y del kofun cuadrado (方墳 hōfun?). El más conocido es el kofun con forma de ojo de cerradura (前方後円 zenpō kōen?).
Los zenpō kōen son construcciones creadas originalmente en Japón.

### En alemán
- Hildja Yukino Wittig: Megalithgräber in Yamato aus drei Perioden der Kofun-Zeit : mit einem Exkurs über das Fujinoki-kofun (zwischen 560 und 590). Con una traducción parcial del “Sanryōshi” de Gamō Kunpei (1808). Hänsel-Hohenhausen, Egelsbach 1994, ISBN 3-8267-2070-9

### En japonés
- 飛鳥高松塚 (Takamatsuzuka, Asuka), 橿原考古学研究所編, 明日香村, 1972.
- 前方後円墳 (Zenpō kōen-fun), 上田宏範, 学生社, 東京, 1969.
- 前方後円墳と古代日朝関係 (Los zenpō kōen y relaciones diplomáticas entre el antiguo Japón y Corea), 朝鮮学会編, 東京, 同成社, 2002.